# Leiro (Ourense)
Leiro ist eine spanische Gemeinde (Concello) mit 1.481 Einwohnern (Stand: 2024) in der Provinz Ourense der Autonomen Gemeinschaft Galicien.

## Geografie
Leiro liegt im Westen der Provinz Ourense und ca. 25 Kilometer westnordwestlich der Provinzhauptstadt Ourense in einer durchschnittlichen Höhe von ca. 90 m.

## Bevölkerungsentwicklung der Gemeinde
Quelle: INE-Archiv – grafische Aufarbeitung für Wikipedia

## Gemeindegliederung
Die Gemeinde Leiro ist in neun Parroquias gegliedert:
| Parroquias | Patrozinium | Einwohner 2024 | Fläche km² | Dichte Einw./km² | Höhe msnm | Ortskennzahl |
| ---------- | ----------- | -------------- | ---------- | ---------------- | --------- | ------------ |
| Berán      | San Breixo  | 174            | 2,99       | 58               | 199       | 32040010000  |
| Bieite     | Santo Adrao | 99             | 2,69       | 37               | 79        | 32040090000  |
| Gomariz    | Santa María | 139            | 2,38       | 58               | 106       | 32040020000  |
| Lamas      | Santa María | 123            | 11,31      | 11               | 532       | 32040030000  |
| Lebosende  | San Miguel  | 110            | 2,90       | 38               | 203       | 32040040000  |
| Leiro      | San Pedro   | 541            | 3,12       | 173              | 89        | 32040050000  |
| Orega      | San Xoán    | 91             | 5,75       | 16               | 428       | 32040060000  |
| San Clodio | Santa María | 83             | 1,81       | 46               | 110       | 32040070000  |
| Serantes   | San Tomé    | 121            | 5,36       | 23               | 373       | 32040080000  |

## Wirtschaft
| Ackerbau, Viehzucht und Fischerei                                                  | 042 | 011,17 |
| Industrie                                                                          | 076 | 020,21 |
| Bauwirtschaft                                                                      | 047 | 012,50 |
| Dienstleistungsbetriebe                                                            | 270 | 056,12 |
| Total                                                                              | 376 | 100,00 |
| * Daten aus dem Statistischen Amt für Wirtschaftliche Entwicklung in Galicien, IGE |     |        |

Wichtigster Wirtschaftszweig ist der Weinbau.

## Sehenswürdigkeiten
- Kloster San Clodio, 1225 gegründete Zisterzienserabtei, 1835 aufgelöst
- Kirche San Breixo in Berán
- Kirche Santo Adrao in Bieite
- Marienkirche in Gomariz
- Marienkirche von Lamas
- Michaeliskirche von Lebosende
- Peterskirche in Leiro
- Johanniskirche in Orega
- Thomaskirche in Serantes

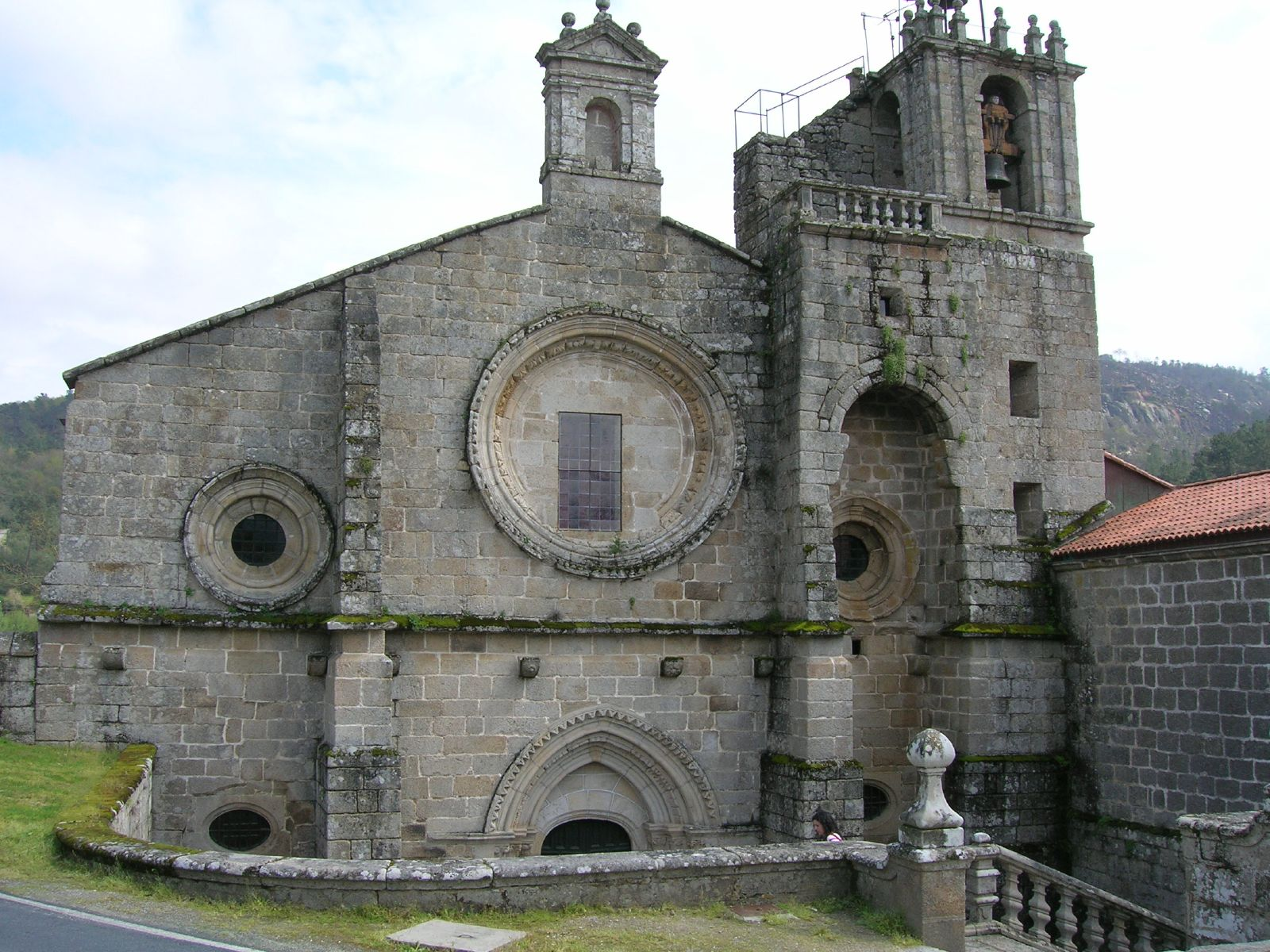
Kloster San Clodio
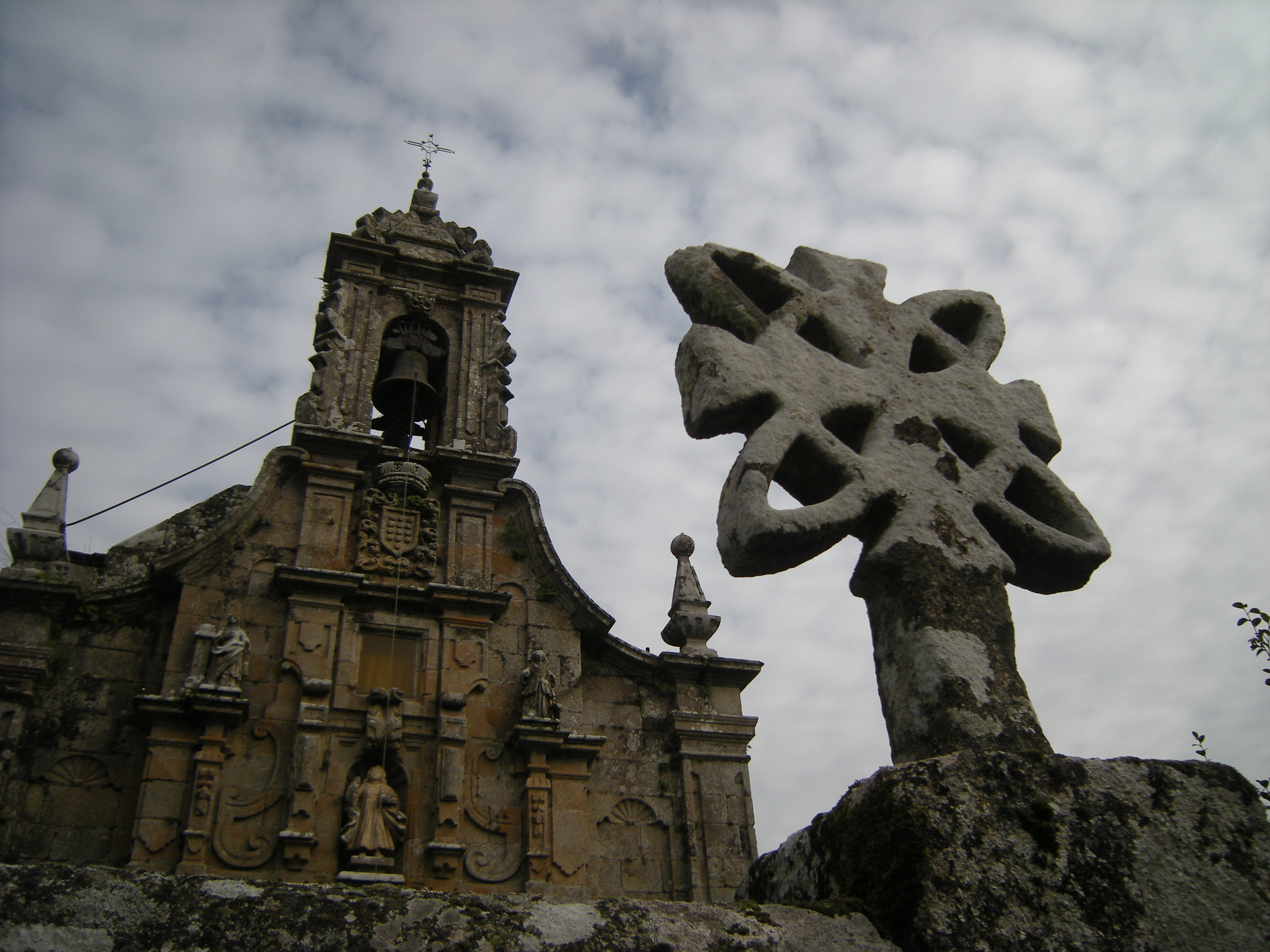
Kirche San Breixo
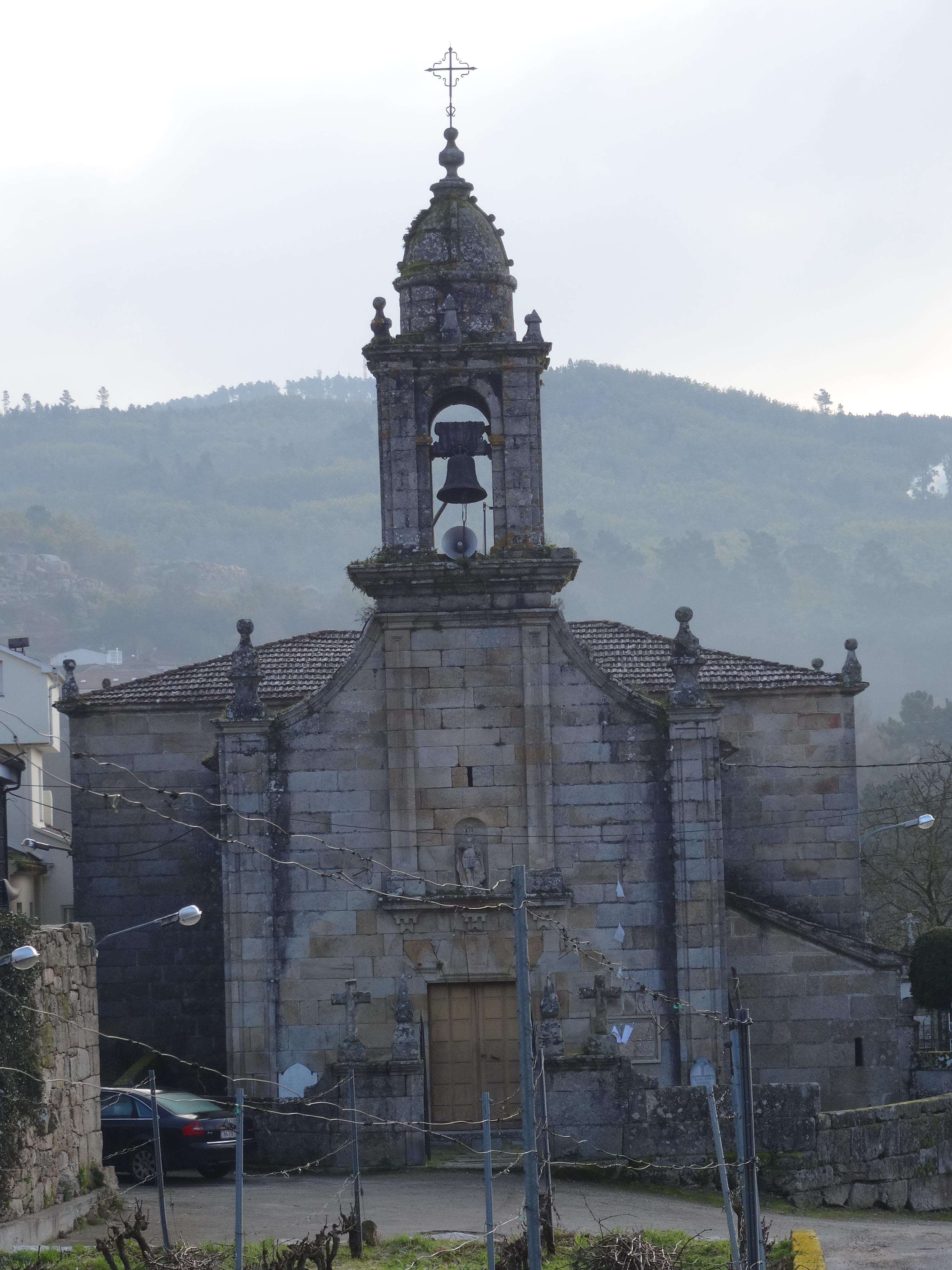
Kirche Santo Adrao
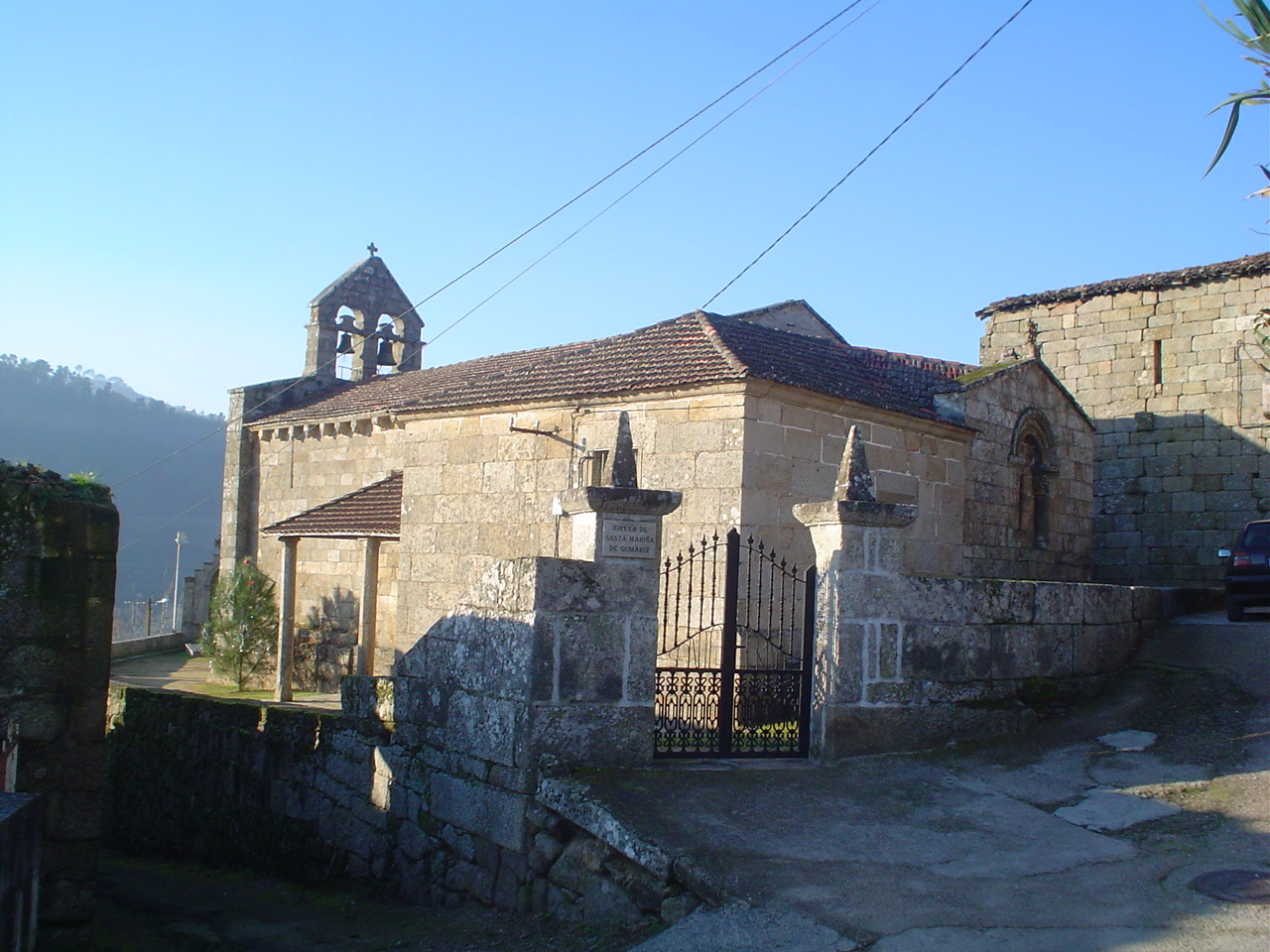
Marienkirche in Gomariz
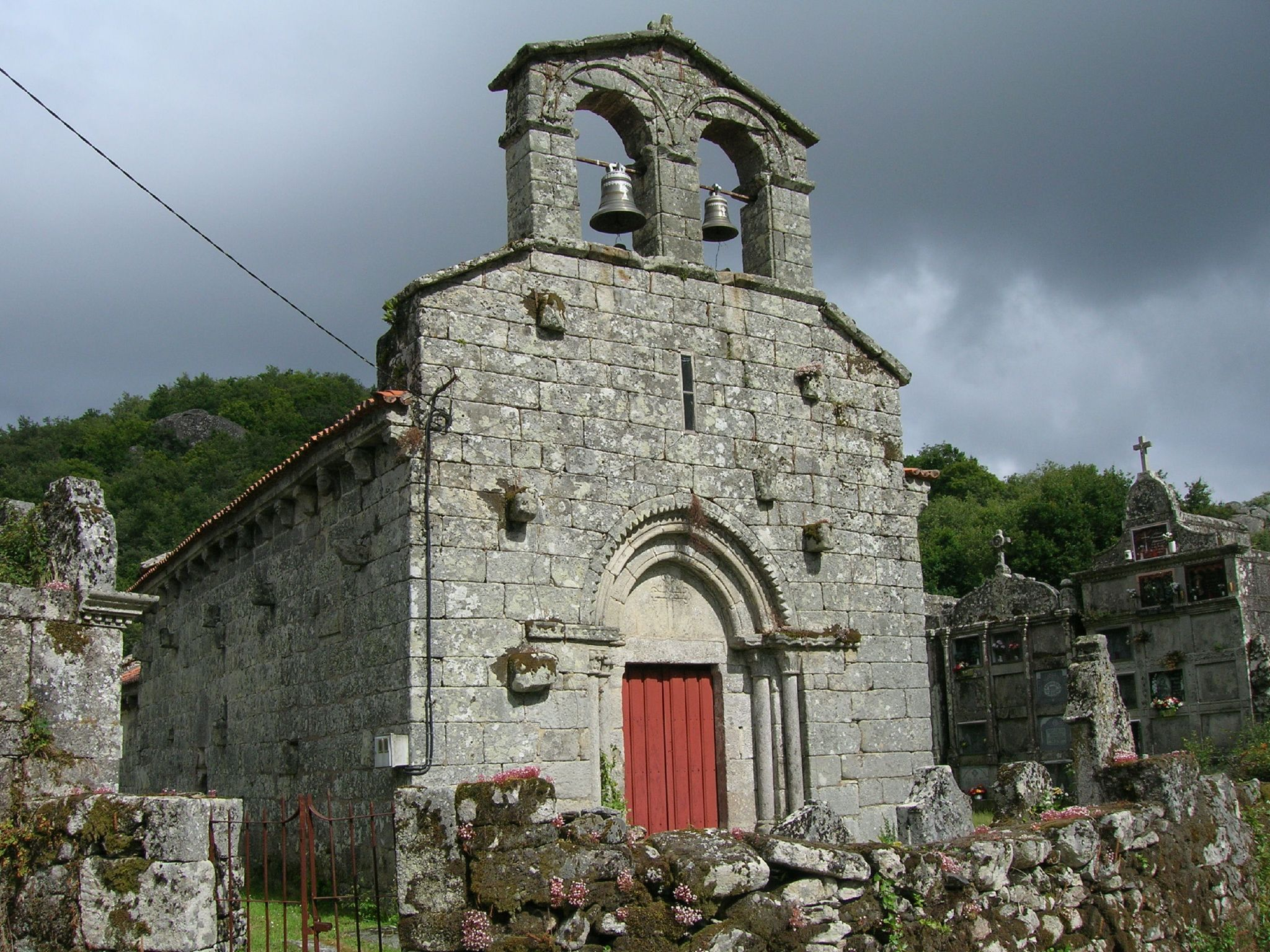
Marienkirche von Lamas
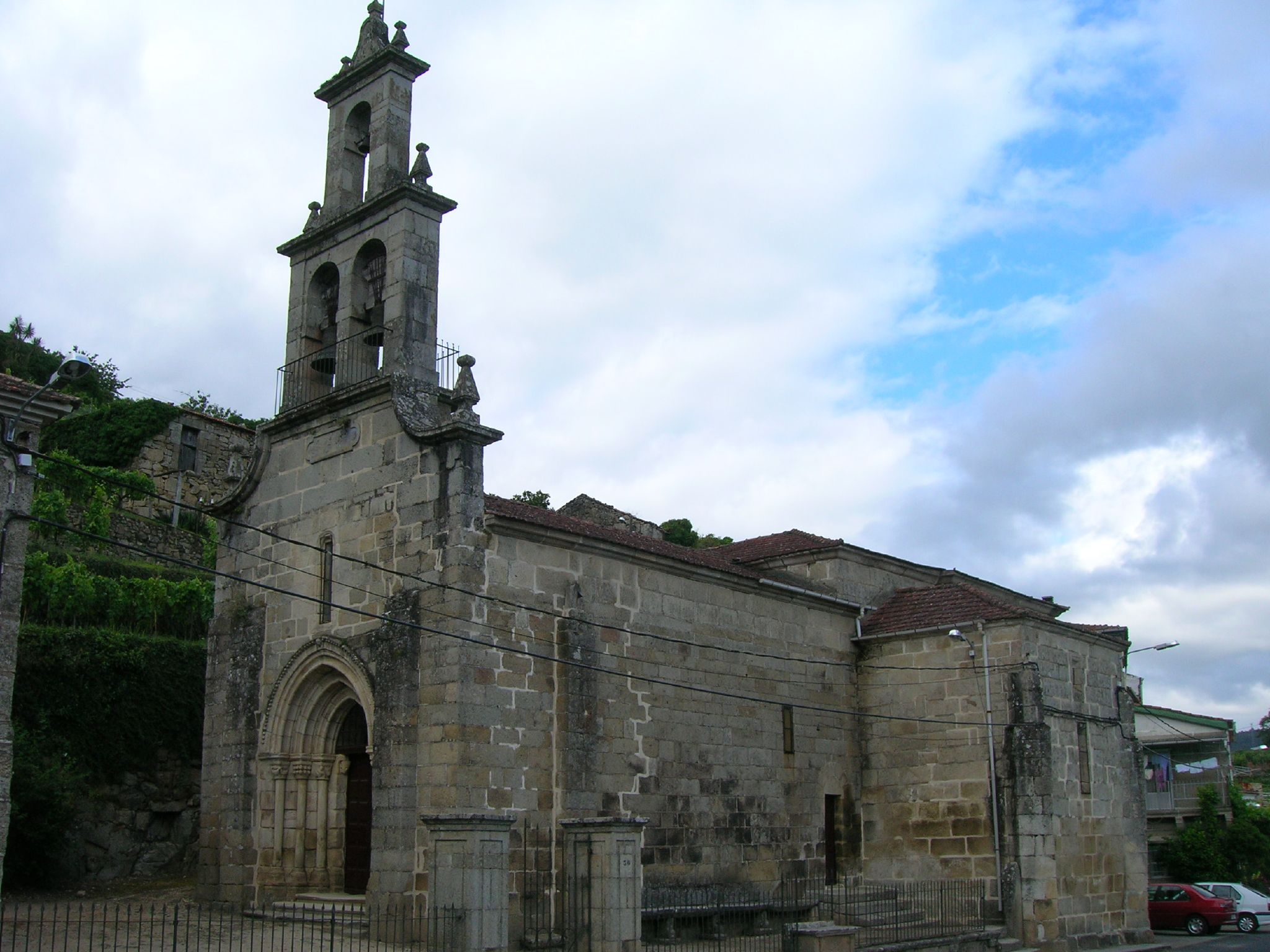
Michaeliskirche
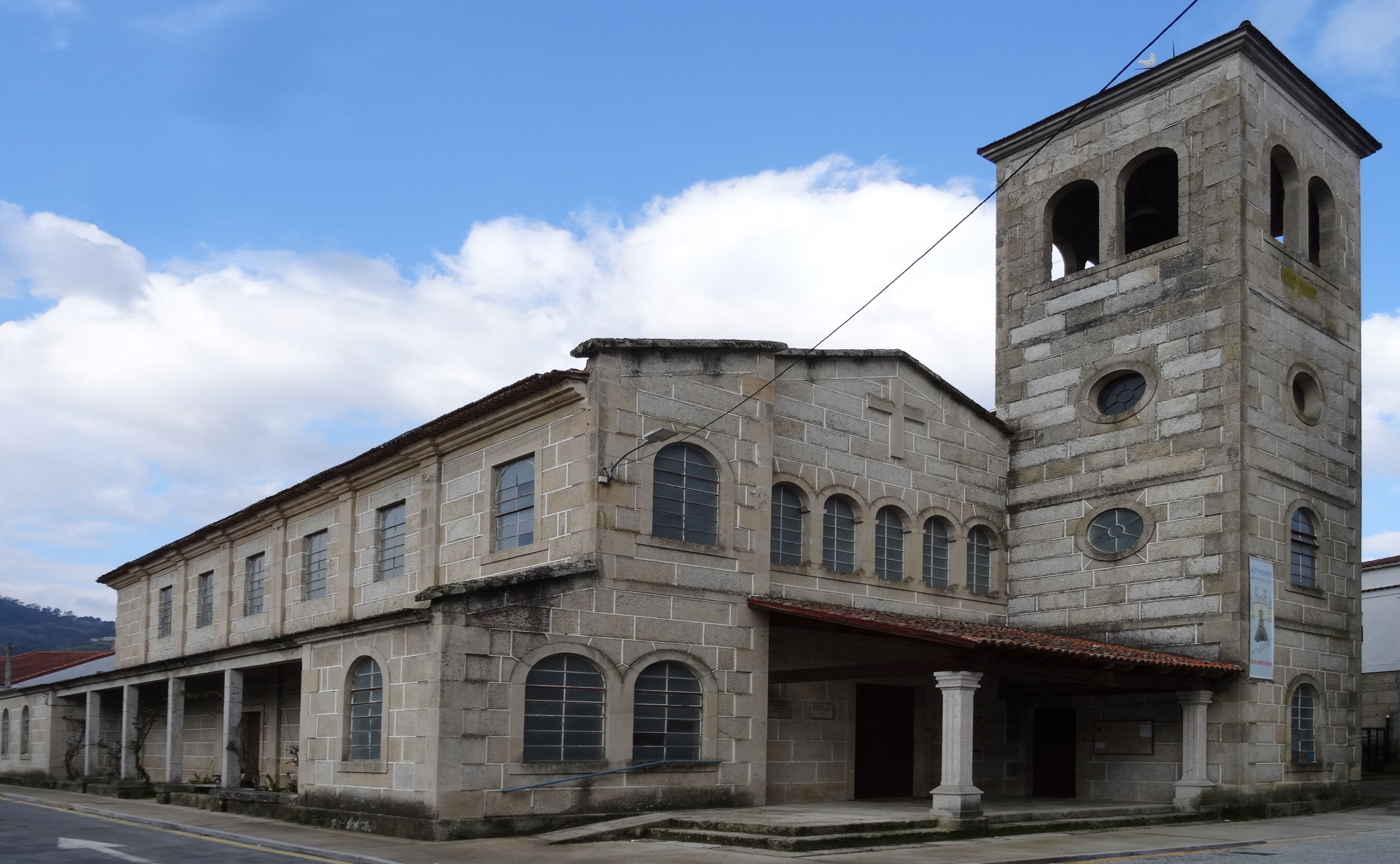
Peterskirche
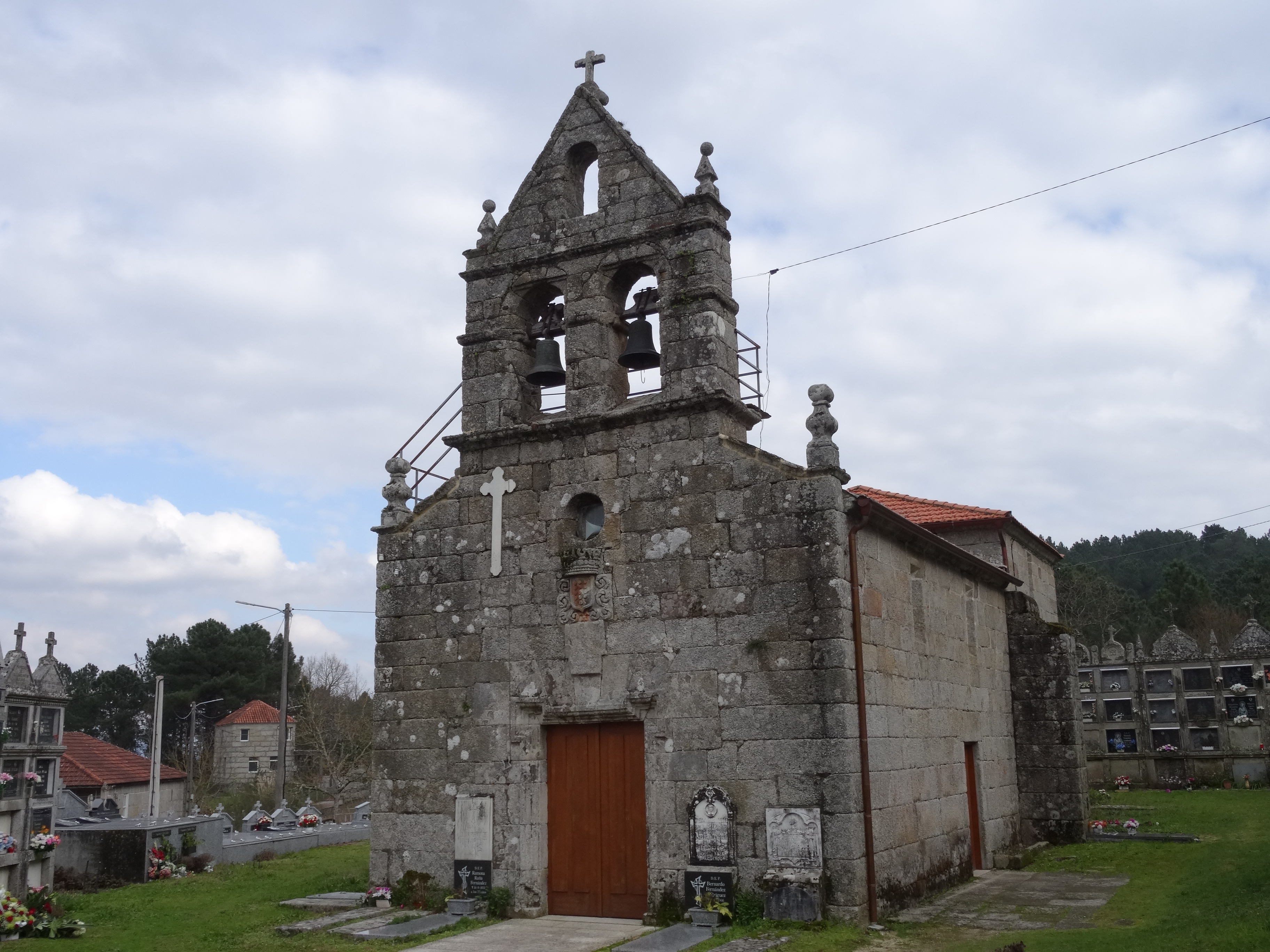
Johanniskirche
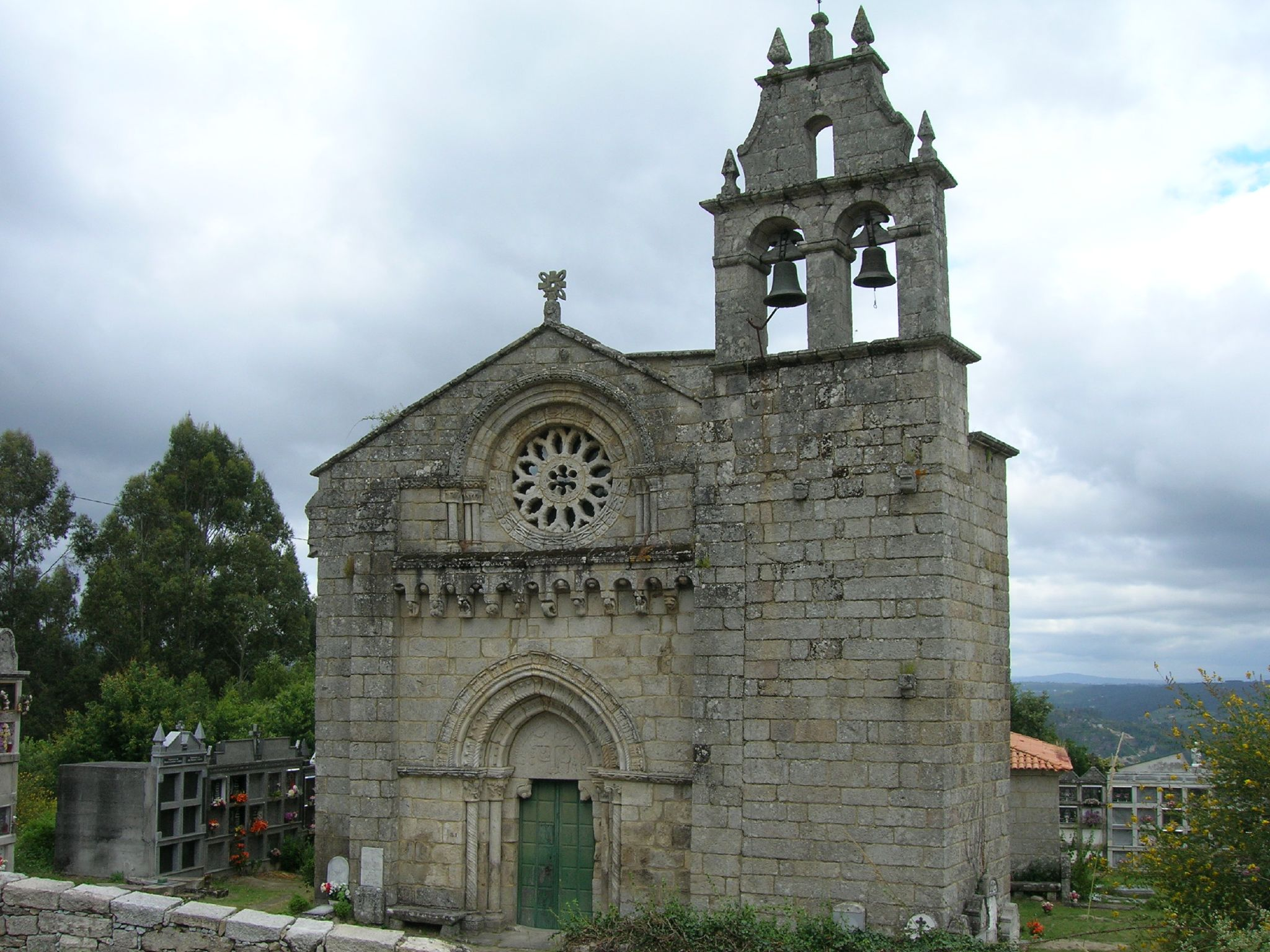
Thomaskirche